# أنطونيو ماريا كوستا
أنطونيو ماريا كوستا (بالإيطالية: Antonio Maria Costa)‏ هو اقتصادي ودبلوماسي إيطالي، ولد في 16 يونيو 1941 في موندوفي في إيطاليا.